# うさぎのしっぽ
うさぎのしっぽは、有限会社オーグが運営するうさぎ専門のペットショップ。

## 概要
「うさぎのいる生活をサポートする店」をコンセプトに、創業者で現社長の町田修により、ARBA認定公認種の普及とうさぎ用品販売、うさぎを飼うにあたっての環境改善・啓蒙を目的に1997年に横浜市磯子区で有限会社オーグとして創業ならびに設立される。東京・埼玉・千葉および横浜に通販部を含めて12の直営店がある。
うさぎの飼育環境向上に特に力を入れており、公式ホームページではうさぎに対する知識、飼育する上での心構え、飼育法、病気の種類や対処までが網羅されており、店舗では飼育相談や定期的な講習会なども実施されている。また社長である町田修は多数のうさぎ飼育書の監修を務めている。なお、町田修は「店長くん」として同社のキャラクターとなっている。
毎年、日本最大のうさぎイベント「うさフェスタ」を主催する。またYBRC（横浜ベイラビットクラブ）を運営しラビットショーを行っている。

### 業務
各用品の輸入販売及び、自社開発、販売。
公認純血種うさぎの輸入と繁殖、販売。
うさぎ専用ペットホテル。

### 町田修が監修した書籍
- 『うさぎの品種別飼育ガイド　ネザーランドドワーフ』（誠文堂新光社、2013年） ISBN 978-4416613030
- 『ウサギ（小動物ビギナーズガイド）』（誠文堂新光社、2006年） ISBN 978-4416706176
- 『うさぎ　長く、楽しく暮らすための本』（池田書店、2009年） ISBN 978-4262131269
- 『ウサギの気持ちが100％わかる本』（青春出版社、2005年） ISBN 978-4413064156
- 『ウサギの飼い方・楽しみ方』（成美堂出版、2009年） ISBN 978-4415306445
- 『かわいいウサギの飼い方』（成美堂出版、2004年） ISBN 978-4415027609

### 協力した番組・出演番組
- 報道特捜プロジェクト（2004年7月27日、日本テレビ）
- トリビアの泉（2004年1月1日、フジテレビ）
- あっぱれさんま大教授（2007年4月22日、フジテレビ）
- 未来創造堂第149回（2008年2月20日、日本テレビ）
- さんぷんまる（2008年10月16日、NHK総合）
- SPECIAL GIFT（2009年4月23日、日本テレビ）
- めざにゅ〜（2009年9月3日、フジテレビ）
- マツコの知らない世界（2016年3月1日、TBSテレビ）※町田が出演し、マツコ・デラックスに「うさぎ暮らしの世界」をプレゼンした。

## イベント
- うさフェスタ - 2004年から毎年11月に横浜市内で開催。2006年からは横浜産業貿易センターを会場とし2日間にわたり開催され、1万人程度の来場者がある。2015年からは春と秋の2回開催となった。うさぎ用品のメーカーによる商品の展示や紹介をはじめ、うさぎ作家による作品の展示販売、ARBA審査員招聘によるラビットショー、獣医師やブリーダー、メーカーによる講習会、感謝状の展示、自慢写真の展示、うさぎの動画、「うさコレ」と呼ばれるうさぎのファッションショーなど様々なイベントが実施される[1][2]。

## 関連リンク
- ピンズファクトリーによるオリジナルグッズ
- ARBA American・Rabbit・Breeders・Association（米国ラビット協会）
- うさぎのしっぽ公式サイト
- YBRC（横浜ベイラビットクラブ）
- シブヤ経済新聞による恵比寿店報道記事
- PetJapanによる恵比寿店紹介記事
- 日の出出版「SEDA」2011年7月号（2011年6月10日発売）145ページ